# Pallavolo ai XXIV Giochi del Sud-est asiatico
La pallavolo ai XXIV Giochi del Sud-est asiatico si è disputata durante la XXIV edizione dei Giochi del Sud-est asiatico, che si è svolta a Nakhon Ratchasima, in Thailandia, nel 2007.

## Podi
| Evento                         | Oro        | Argento | Bronzo     |
| Pallavolo maschile (dettagli)  | Indonesia  | Vietnam | Thailandia |
| Pallavolo femminile (dettagli) | Thailandia | Vietnam | Indonesia  |